# Marko Daniel
Marko Daniel (Aquisgrà, Alemanya, 1964) és un historiador de l'art. És el director de la Fundació Joan Miró des de 2018.

## Biografia
Llicenciat en Història de l'Art i Filosofia per la University College London (1988), Doctor en Història i Teoria de l'Art per la Universitat d'Essex (1999) i expert en art contemporani xinès i català. Art and Propaganda: The Battle for Cultural Property in the Spanish Civil War va ser el títol de la seva tesi doctoral, bona part del treball de camp de la qual va tenir lloc a Barcelona gràcies a una beca de la British Academy. Daniel ha desenvolupat la seva trajectòria docent a la Winchester School of Art de la Universitat de Southampton (1994-2001, lecturer i 2003-2006, director de la Graduate School), al Departament de Comunicació Audiovisual de la Da Yeh University, i al Centre per l'Art i la Tecnologia de la Taipei National University of the Arts, totes dues a Taiwan. També ha estat vicepresident (des de 2009) i membre del professorat (des de 2006) del London Consortium, i assessor d'art i teoria del disseny d'ELISAVA-Escola Universitària de Disseny i Enginyeria de Barcelona. L'any 2006, Marko Daniel es va incorporar a la Tate Modern de Londres com a comissari de programes públics. Des de l'any 2011 ocupa el càrrec de cap de programes públics dels dos centres Tate de Londres (Tate Modern i Tate Britain). Durant aquest període, Marko Daniel ha liderat projectes com Tate Exchange, un espai ubicat al nou edifici de la Tate Modern per a projectes artístics de caràcter
experimental i col·laboratiu, en què han participat artistes com les Guerrilla Girls, Simone Leigh, Tim Etchells, Raqs Media Collective i Clare Twomey, entre d'altres.
També ha desplegat un programa de més de 350 activitats públiques l'any als dos centres Tate a Londres, i ha impulsat la recerca en art modern i contemporani, especialment xinès, com a part de la programació de la institució. Entre d'altres projectes expositius, Marko Daniel ha co-comissariat, juntament amb Matthew Gale i Teresa Montaner, l'exposició Joan Miró. L'escala de l'evasió, que es va poder visitar a la Tate Modern de Londres, a la National Gallery of Art de Washington i a la Fundació Joan Miró entre els anys 2011 i 2012.